# Parśwa
Parśwa (dewanagari: पार्श्वनाथ, Parśwanatha, Ryszi Parśwanatha) – historyczny indyjski reformator religijny żyjący w IX wieku p.n.e., dwudziesty trzeci tirthankara dźinizmu. Według zachodniego religioznawstwa był prawdopodobnym założycielem tej religii.
Według tradycji żył w latach 877–777 p.n.e., był kszatriją z królewskiej dynastii Ikśwaku, który w wieku 30 lat został wędrownym ascetą. Zwolennicy ogłosili go przedostatnim, czyli 23. tirthankarą (budowniczym mostów to znaczy wiodącym do nirwany) dźinistów. Stworzył podwaliny pierwszego liczącego się indyjskiego systemu filozoficznego podważającego autorytet Wed oraz pierwszego nieteistycznego systemu religijnego, rozwiniętego i zreformowanego później przez Wardhamanę, zwanego Mahawirą. Wierzył w cykliczność dziejów świata, istnienie pewnej niezmiennej substancji duchowej oraz niezmiennej substancji materialnej. W odróżnieniu od Wardhamany nie stworzył pełnego systemu. Według wersji dźinijskiej był mniej ascetycznie nastawiony do życia od Wardhamany i swoim zwolennikom pozwalał nosić ubrania. Według wersji adźiwików było dokładnie odwrotnie.